# Gordonia integerrima
Gordonia integerrima là một loài thực vật có hoa trong họ Theaceae. Loài này được (Miq.) Teijsm. & Binn. ex B.D.Jacks. mô tả khoa học đầu tiên năm 1893.